# Caloundra International 2006
Il Caloundra International 2006 è stato un torneo di tennis facente parte della categoria ATP Challenger Series nell'ambito dell'ATP Challenger Series 2006. Il torneo si è giocato a Caloundra in Australia dal 13 al 19 novembre 2006 su campi in cemento.

## Vincitori

### Singolare
Lu Yen-hsun ha battuto in finale  Peter Luczak con il punteggio di 6–3, 6–1

### Doppio
Nathan Healey /  Robert Smeets hanno battuto in finale  Carsten Ball /  Adam Feeney con il punteggio di 6–3, 6–2